# Градище (Шестеово)
Градището или Шестеовската крепост (на гръцки: Κάστρο του Λογγά) е средновековна крепост, чиито останки се намират в костурското село Шестеово, Гърция.

## Местоположение
Крепостта е разположена на върха на малък хълм, на малко разстояние източно от Шестеово. Достъпът до него е доста труден и става само през проход от северната страна на замъка, което го прави недостъпно и важно укрепление.

## История
Груби проучвания на крепостта прави видният археолог Николаос Муцопулос, който установява, че средновековната крепост е базирана на по-ранно римско селище. Римската стена е била укрепена с кула по времето на големите строежи на Юстиниан Велики в VI век. Това е може би крепостта Лагис (Λάγης), която присъства в дългия списък на Прокопий Кесарийски за укрепленията на Юстиниан в Македония и остава неидентифицирана.
Крепостта е унищожена през VII век от славянските нашествия и изоставена до X век, когато е възстановен отново от Българското царство. Първата историческа препратка към Лонга (Λογγά) намираме в описанието на кампаниите срещу България на император Василий II Българоубиец на византийския хронограф Йоан Скилица: „така наречената крепост Лога беше под обсада“ (φρούριον τὸ λεγόμενον Λογγᾶν εἷλε πολιορκίᾳ). Според Николаос Мердзос тук е местността Хубавите дъбове, която според Скилица се намирала „между Костур и Преспа“, и в която е убит комитопулът Давид, братът на Самуил (τούτων δὲ τῶν τεσσάρων ἀδελφῶν Δαβὶδ μὲν εὐθὺς ἀπεβίω ἀναιρεθεὶς μέσον Καστορίας καὶ Πρέσπας κα τὰς λεγομένας Καλὰς δρῦς παρά τινων Βλάχων ὁδιτῶν). Императорът през 1017 година продължава войната срещу българския цар Самуил в Западна Македония. Пристигайки в района на север от Костур, той сравнително лесно превзема замъка Лонга и се придвижва към Костур, но не успява да преодолее съпротивата на българите. Лонга е унищожена, а жителите разпръснати.
Следващото свидетелство, което вероятно се отнася до тази крепост, е на Георги Акрополит, който описва сблъсъците между армиите на Никейската империя и епирския деспот Михаил II Комнин, който се присъединява към норманите. В 1259 година се води решаваща битка между никейската и норманската армия. Сражението е известно като Пелагонийска битка, но то започва със сблъсък при Бориловата гора (Βορίλλα λόγγος). Трима от византийските историци - Георги Пахимер, Георги Акрополит и Никифор Григора я наричат Битка при Костур и някои историци смятат, че тя се е водила в малката долина северно от езерото, близо до старата крепост Лонга.
В края на византийската епоха и началото на османската в основата на хълма, 3 km западно от Тихолища, е създадено селището Лъка (Λάκκα). Това селище е изоставено преди 1880 година поради свлачища и наводнения от реката, която се спуска от Вишени, както поради разграбване от албански банди.

## Описание
Крепостната стена е запазена на височина от около 1,70 m. Изградена от сух камък без хоросан и обгражда площ от около 7 декара. Оригинално е била висока 2,5 - 3,0 m, дебела 2,20 m и има вътрешен наклон за по-ефективна отбрана, тъй като на входа има само една кула.
Вътре има напречни стени, които разделят крепостта на две нива. В югоизточния край са запазени следите от църквата, малка базилика с вътрешен двор отзад. Открити са много фрагменти от керамика и стъклени съдове, водопроводни тръби, два гроба и метални предмети като ножове, стрели и бижута.